# Ерневауде
Ерневауде (нід. Eernewoude, фриз. Earnewâld) — село в нідерландській провінції Фрисландія. Входить до муніципалітету Тіцьєркстерадел.
Його площа становить 7,46 км², а населення станом на 2021 рік складало 400 осіб.
Перша згадка про населений пункт датується 1471 роком.

## Галерея

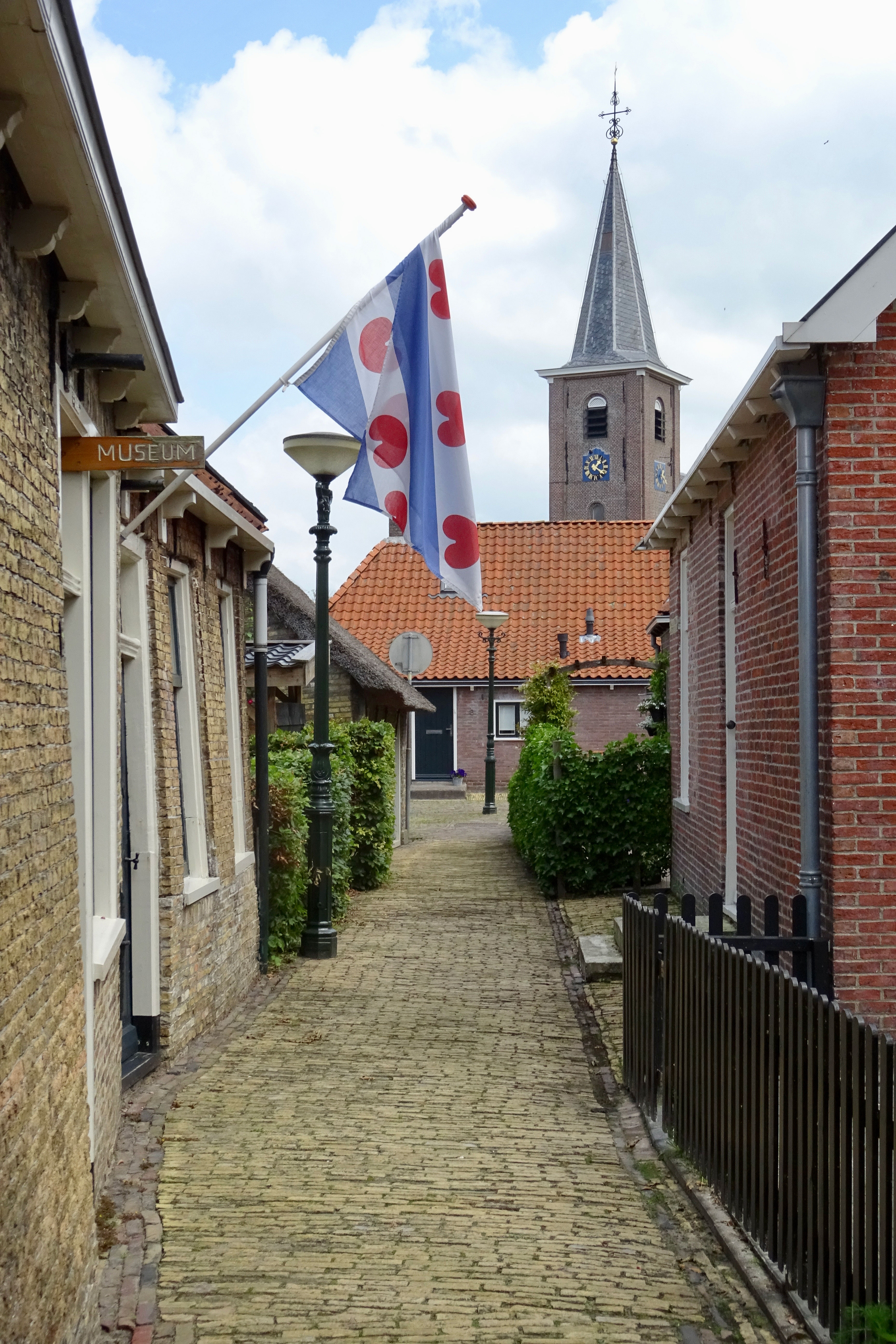
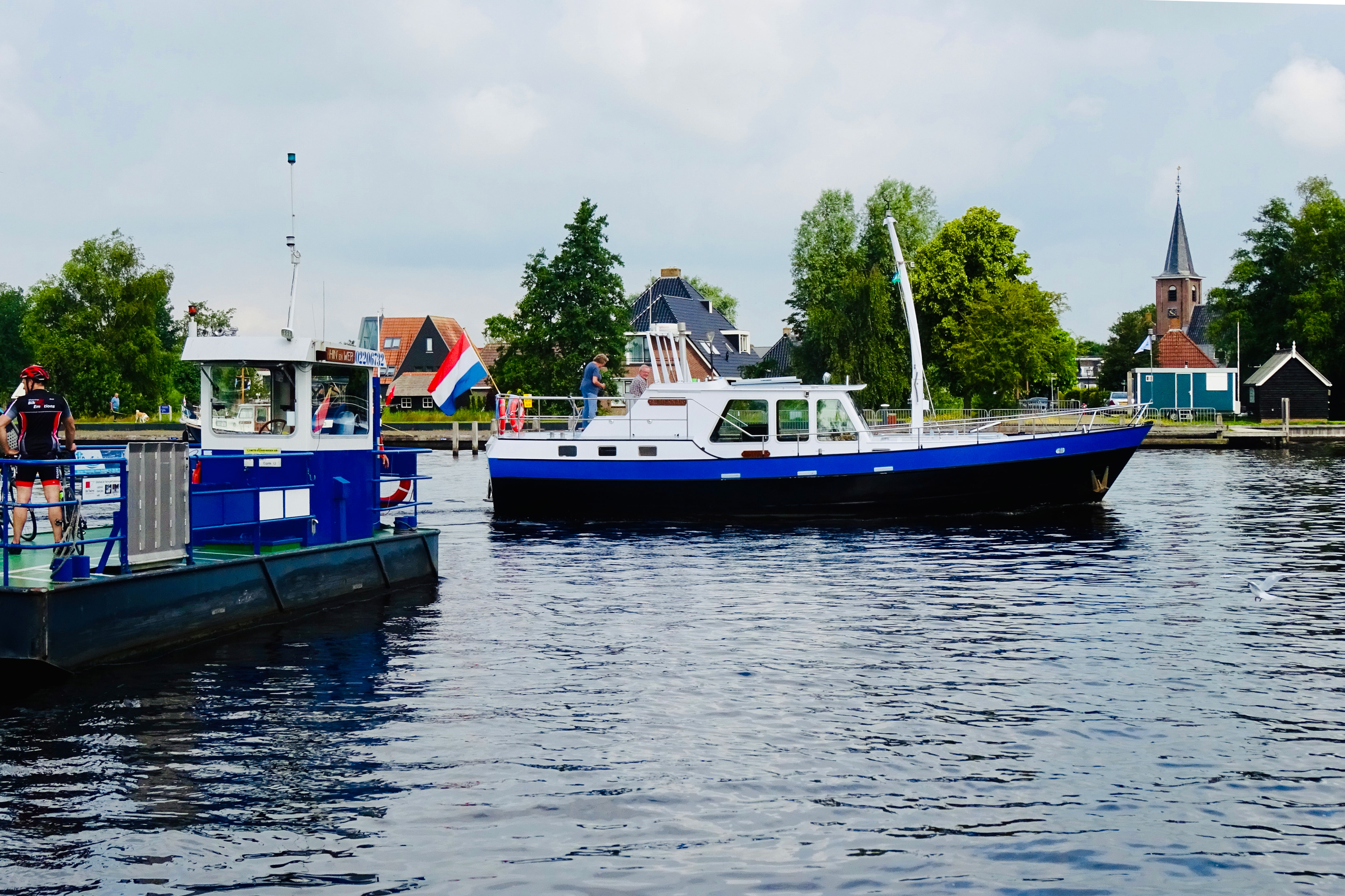
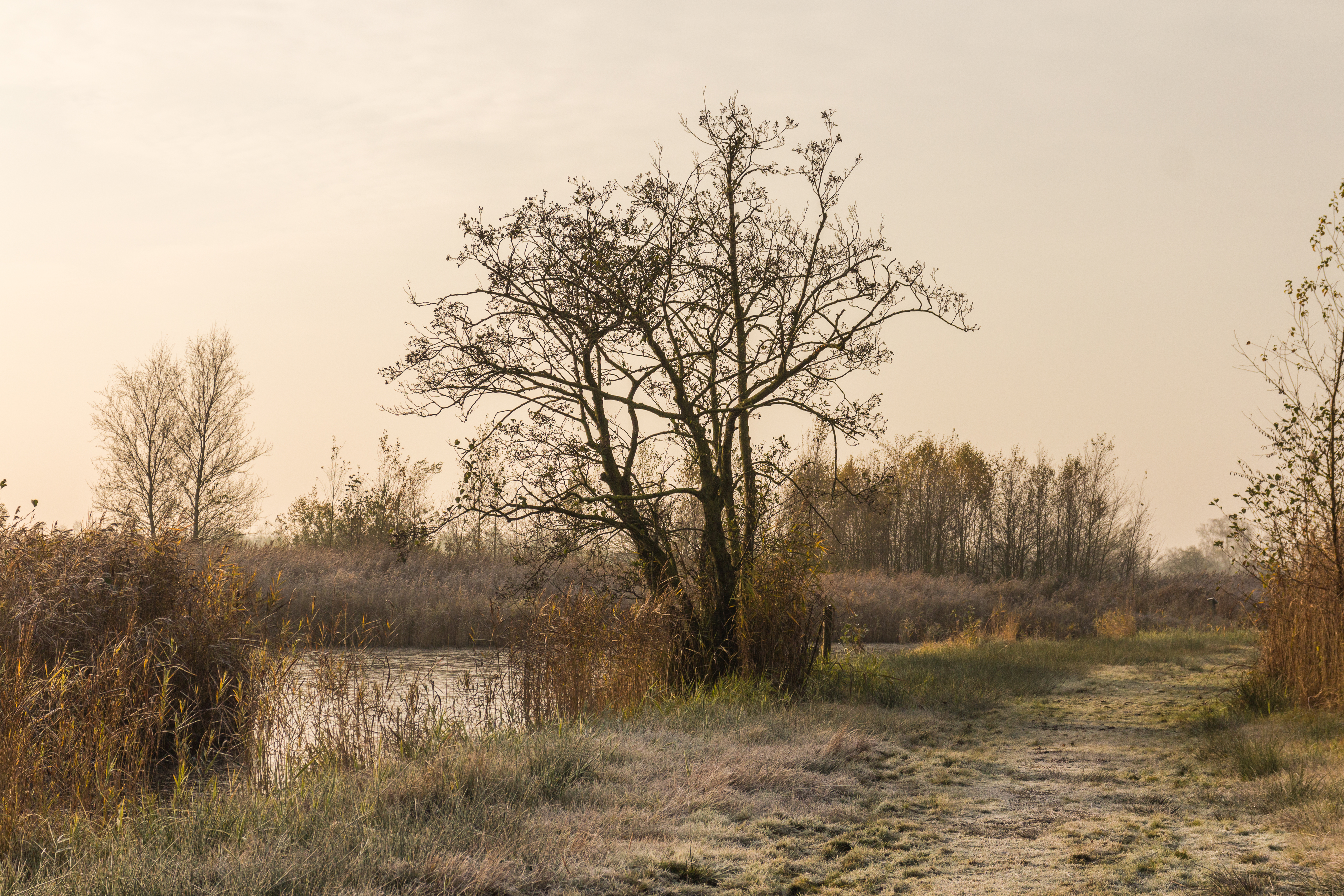
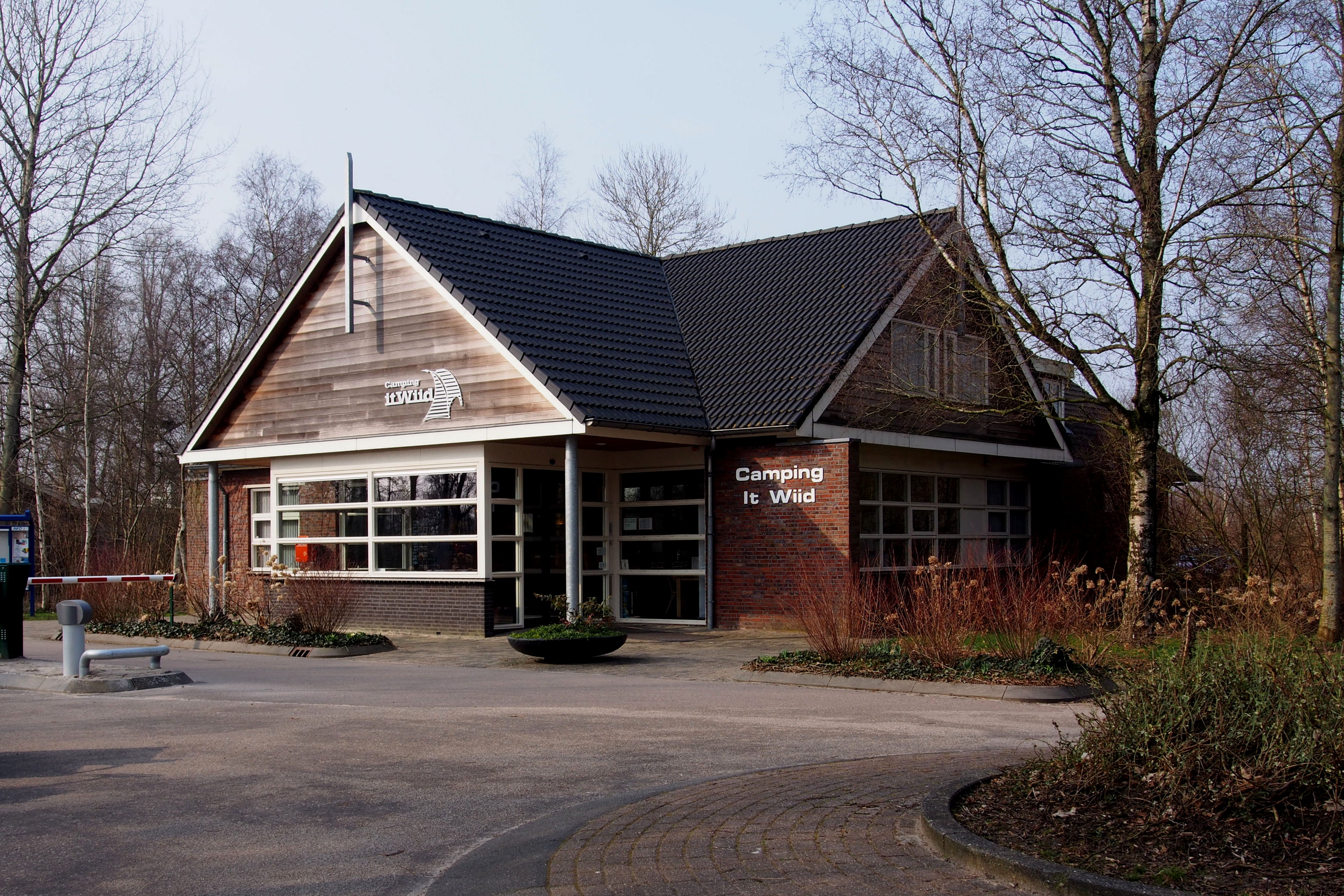